# Ottomar Behnsch
Ottomar Behnsch (* 24. Oktober 1813 in Sagan; † 2. April 1869 in Breslau) war ein deutscher Politiker und Theologe.

## Leben
Als Sohn eines Rentkammer-Registrators geboren, studierte Behnsch nach dem Besuch der Jesuitenschule in Sagan und des Gymnasiums in Sorau Evangelische Theologie in Halle (1831–1832) und Breslau (1832–1836). Während seines Studiums wurde er 1831 Mitglied der Alten Halleschen Burschenschaft Germania und 1831 oder 1832 Renonce der Alten Breslauer Burschenschaft Arminia. 1837 wurde er zum Dr. phil. promoviert und war seit Juni 1837 Privatlehrer für Englisch und seit Juni 1839 an der Höheren Bürgerschule als Hilfslehrer tätig. 1840 wurde er zum Lektor für Englisch an der Universität Breslau gewählt und 1843 ordentlicher Lehrer an der Höheren Bürgerschule. Er war Mitarbeiter der Schlesischen Zeitung und des Literarischen Blatts von und für Schlesien. Seit 1846 war er Chefredakteur der Zeitschrift Für christkatholisches Leben. In der Revolution 1848/49 war er Mitglied des Breslauer Demokratenvereins und wurde im Wahlkreis Waldenburg in die Preußische Verfassungsgebende Versammlung gewählt, wo er der entschiedenen Linken angehörte. Kurz darauf wurde er in die Zweite Kammer des Preußischen Abgeordnetenhauses gewählt. Wegen seiner demokratischen Tätigkeiten wurde er später zu Gefängnisstrafen verurteilt und aus dem Lehramt entfernt. Er verfasste zahlreiche Schriften.

## Werke (Auswahl)
- Ueber das Verhältniss der deutschen und romanischen Elemente in der englischen Sprache, Breslau, Max, 1844
- Für christkatholisches Leben: Materialien zur Geschichte der christkatholischen Kirche. 2 Bände, Breslau, Schulz, 1845 Bd. 1+2
- Geschichte der englischen Sprache und Literatur von den ältesten Zeiten bis zur Einführung der Buchdruckerkunst. Breslau, Kern, 1853
- Das bildliche Geschlecht der englischen Hauptwörter Breslau, Druck von Gratz, Barth und Comp. (W. Friedrich), [1861]